# 84 Batalion Łączności
84 batalion łączności (84 bł) – samodzielny pododdział łączności Wojska Polskiego.

## Formowanie i zmiany organizacyjne
W celu zapewnienia łączności dowództwu i sztabowi nowo sformowanej 9 Dywizji Lotnictwa Myśliwskiego, w 1952  sformowana została 72 kompania łączności według etatu nr 35/139. Na miejsce stacjonowania kompanii wyznaczone zostały koszary przy ul. 17 Marca 20 w Malborku.
Na podstawie zarządzenia szefa Sztabu Generalnego WP nr 0148/Org. z 8 listopada 1968, oraz wyciągu szefa Sztabu Pomorskiego Okręgu Wojskowego nr 06/Org. z 6 lutego1969  dowódca Wojsk Lotniczych w terminie do 30 kwietnia 1969 miał przeformować dywizyjną 72 kompanię łączności na 84 batalion łączności według etatu nr 20/064 o etatowym stanie osobowym 462 żołnierzy i 16 pracowników cywilnych. Batalion został oddziałem gospodarczym dla: dowództwa 4 PDLM, klucza lotniczego dowództwa 4 PDLM, 13 batalionu radiotechnicznego, 30 RWNS, 45 Polowych Warsztatów Lotniczych, wydziału WSW, 30 poligonu lotniczego oraz GAM w Malborku.
W terminie do 31 marca 1991 rozformowane zostało Dowództwo 4 Dywizji Lotnictwa Myśliwskiego W 1992 został rozformowany podległy bezpośrednio dowódcy 2 Korpusu Obrony Powietrznej  84 batalion łączności. Dziedzictwo tradycji batalionu przejęła 22 Baza Lotnictwa Taktycznego w Malborku.